# Susann B. Winter
Susann Brigitte Winter (auch Susanne Winter und Susan B. Winter; * 14. April 1962 in Bielefeld) ist eine deutsche Schauspielerin.

## Leben
Nach ihrer Schauspielausbildung trat Winter in Nebenrollen verschiedener Fernsehserien auf, bevor sie in einigen Filmen des Regisseurs Franz Marischka erschien. 1982 spielte sie zusammen mit Klaus Abramowsky im Film „Aufdermauer“ unter der Regie von Lutz Konermann. In der Erotikkomödie Das verrückte Strandhotel (1983) war sie als freizügige Münchnerin Resi an der Seite von Wolfgang Fierek zu sehen. Im selben Jahr verkörperte sie die Freundin von Thomas Gottschalk in der Komödie Die Supernasen. Im Oktober 1984 war sie in der deutschen Ausgabe des Magazins „Playboy“ abgebildet.
In späteren Jahren schrieb sie einige komödiantische Bühnenstücke wie Eine für Alle oder die Sauna, Nur Fliegen ist schöner, „Mr. Big“ und einige Märchen. Nach langer Fernsehabstinenz gehörte sie 2004 zu den Gästen der Talkshow Gottschalk and friends.
Susann B. Winter war mit dem österreichischen Regisseur Peter M. Preissler verheiratet. Die beiden haben drei gemeinsame Kinder.

## Filmografie
- 1982: Aufdermauer
- 1983: Das verrückte Strandhotel (Dirndljagd am Kilimandscharo)
- 1983: Die Supernasen
- 1984: Schulmädchen ’84
- 1984: Der Havarist
- 1984: Der Schneemann
- 1990: Pension Corona (TV-Serie)
- 1992: Die Tigerin
- 1997: SOKO 5113 (TV-Serie, eine Folge)